# Cơ Thuyên Tôn
Cơ Thuyên Tôn (chữ Hán: 姬歂孙) (còn gọi là Thuyên Tôn Sinh), là Đại tướng quân nước Lỗ thời Xuân Thu, hậu duệ của Trịnh Hoàn công, giữ chức Nhung Hữu (tướng chỉ huy cánh quân phải), nổi tiếng dũng mãnh, được sử sách xưng tụng là "Đệ nhất dũng sĩ nước Lỗ".
Chiến tích của Cơ Thuyên Tôn được ghi chép là bắt sống Tống Vạn (Nam Cung Trường Vạn). Hậu duệ của ông sau này lấy "Thuyên Tôn" làm họ, về sau phái sinh thành các họ Thuyên và Tôn.

## Giao chiến với quân Tống và bắt sống Nam Cung Trường Vạn
Năm thứ 13 đời Chu Trang vương (năm thứ 10 đời Lỗ Trang công, 684 TCN), sau khi áp dụng chiến thuật "một trống thắng ba trống" của Tào Quế để đánh bại quân Tề tại Trường Thược (nay thuộc Lai Vu, Sơn Đông), nước Lỗ tiếp tục đối mặt với mối đe dọa mới khi Tề và Tống liên minh tấn công. Tề Hoàn công Khương Tiểu Bạch đã rất tức giận vì thất bại trước đó nên đã nghe theo kế sách của Bào Thúc Nha cầu viện nước Tống. Hai nước hẹn nhau hội quân tại Lang Thành (nay là Sung Châu, Sơn Đông) vào đầu tháng 6 âm lịch. Tống cử Nam Cung Trường Vạn làm chủ tướng cùng Mãnh Hoạch làm phó tướng, trong khi Tề do Bào Thúc Nha chỉ huy với Trọng tôn Tưu (仲孙湫) làm phó.
Trước thế mạnh của liên quân, Lỗ Trang công tỏ ra lo lắng trước sức mạnh vượt trội của đối phương, đặc biệt là danh tướng Nam Cung Trường Vạn nổi tiếng dũng mãnh. May thay, công tử Yển đã đề xuất kế hoạch phản công táo bạo. Đợi trời tối, công tử Yển cho quân lính dùng 100 tấm da hổ phủ lên ngựa, bất ngờ tấn công từ Vu Môn khiến quân Tống bỏ chạy toán loạn do tưởng là hổ thật. Lợi dụng sự hỗn loạn này, Lỗ Trang công dẫn đại quân tiếp ứng, truy kích quân Tống đến tận Thừa Khâu (nay thuộc Từ Thủy, Hà Bắc). Trong lúc quân Lỗ vây bắt quân Tống, Nam Cung Trường Vạn thể hiện sức mạnh phi thường khi một mình xông pha giữa trận tiền, phải đến khi Lỗ Trang công dùng cung Kim Bộc Cô (金仆姑) bắn trúng vai và Thuyên Tôn Sinh đâm vào đùi trái thì quân Lỗ mới bắt sống được viên tướng dũng mãnh này.
Chiến thắng Thừa Khâu đã buộc liên quân Tề-Tống phải rút lui. Lỗ Trang công cảm phục khí phách Nam Cung Trường Vạn nên đã đối đãi tử tế rồi thả về nước. Tuy nhiên, về sau chính Nam Cung Trường Vạn lại phản loạn, giết chết Tống Mẫn công và cuối cùng bị Tống Hoàn công xử tử.